# Obserwatorium w Pułkowie
Obserwatorium w Pułkowie (ros. Пyлковская обсерватoрия) – główne obserwatorium astronomiczne Rosyjskiej Akademii Nauk położone w Pułkowie w odległości 19 km na południe od Petersburga. Obiekt znajduje się na Liście światowego dziedzictwa UNESCO.

## Historia
Do lat 20. XIX wieku głównym obserwatorium astronomicznym Rosji było Akademickie Obserwatorium w Sankt Petersburgu. Wysuwano jednak propozycje, by obiekt przenieść poza granice miasta, aby osiągać lepsze wyniki pomiarów z dala od źródeł zapylenia i drgań. W 1827 Petersburska Akademia Nauk powzięła decyzję o utworzeniu nowego obserwatorium. Decyzję zaakceptował car Mikołaj I i 10 lat później, 19 sierpnia 1839 nowy obiekt został otwarty. Budynek został zaprojektowany przez Aleksandra Brullowa. Pracami kierował Friedrich Georg Wilhelm von Struve i to on został pierwszym dyrektorem obserwatorium (w 1861 to stanowisko przejął jego syn Otto Wilhelm von Struve). Obserwatorium dysponowało jednym z największych w tym czasie refraktorów (38 centymetrów).
Obserwatorium początkowo zajmowało się głównie ustalaniem położenia gwiazd oraz liczeniem takich parametrów jak precesja i nutacja Ziemi. Badano także gwiazdy podwójne. Kilkakrotnie w XIX i XX wieku sporządzano katalogi gwiazd.
Z okazji 50. rocznicy założenia obserwatorium utworzono w nim laboratorium astrofizyczne oraz zainstalowano największy – w owym czasie – 76-centymetrowy teleskop. Badania astrofizyczne prowadził przeniesiony z moskiewskiego obserwatorium Aristarch Biełopolski, ekspert spektroskopii gwiazd i badacz Słońca.
Obserwatorium pułkowskie pełniło bardzo ważną rolę w badaniach geografii Rosji. Było ono kluczowym obiektem w całej serii prac geodezyjnych prowadzonych w XIX wieku w Rosji i środkowej Europie np. stworzenie tzw. Południka Struvego czy triangulacji Spitsbergena. Dlatego też na rosyjskich mapach z XIX i początków XX w. jako południk zerowy stosowano południk przechodzący przez Pułkowo (30° 19' 38,7" na wschód od Greenwich). Moskiewski Prospekt w Sankt Petersburgu leży dokładnie na linii południka Pułkowo. Południk ten był też używany za punkt odniesienia przez rosyjskie statki do 1884.
W celu obserwacji gwiazd położonych bliżej południowego bieguna nieba utworzono dwie filie obserwatorium pułkowskiego – jedną na Krymie, drugą w Mikołajowie.
Po rewolucji październikowej obserwatorium nadal pełniło swoje funkcje i uzupełniało wyposażenie. Od 1920 z Pułkowa zaczęto nadawać radiowy sygnał czasu.
W czasie czystek stalinowskich wielu pułkowskich astronomów, wraz z ówczesnym dyrektorem Borysem Gierasimowiczem, zostało aresztowanych i straconych pod koniec lat 30.
W czasie II wojny światowej obserwatorium zostało ostrzelane przez Niemców i doszczętnie zburzone. Większość sprzętu wraz z biblioteką udało się jednak uratować. Podczas wojny większość uczonych została przeniesiona do Taszkentu i pracowała w tamtejszym obserwatorium. Po wojnie pułkowskie obserwatorium wznowiło pracę w 1954. 
W obserwatorium w Pułkowie działało wielu polskich astronomów, m.in. Lucjan Grabowski, Michał Kamieński czy Leopold Matkiewicz. 
W 1997 część cennej biblioteki spłonęła w pożarze wywołanym podpaleniem.

## Współczesność
Główne instrumenty, którymi obserwatorium obecnie dysponuje:
- Refraktor (D=650mm, F=10413mm)
- Radioteleskop (Большой Пулковский радиотелескоп)
- Astrograf (D=330mm, F=3467mm)
- Teleskop zenitalny (D=135mm, F=1760mm)

Na cześć obserwatorium jedna z planetoid została nazwana (762) Pulcova.